# Niko Janković
Pour les articles homonymes, voir Janković.
Niko Janković, né le 25 août 2001 à Zagreb en Croatie, est un footballeur croate qui évolue au poste de milieu offensif au HNK Rijeka.

## Biographie

### En club
Né à Zagreb en Croatie, Niko Janković commence le football avec le NK Trnje (en) avant d'être formé par le Dinamo Zagreb. Il poursuit sa formation en Allemagne, rejoignant le VfB Stuttgart lors de l'été 2013 et y joue pendant trois ans avant de faire son retour au Dinamo à l'âge de 16 ans. Il est alors considéré comme un joueur très prometteur et malgré les sollicitations de plusieurs clubs allemands il poursuit au Dinamo, où il souhaite s'épanouir. Janković fait sa première apparition en équipe première en jouant son premier match le 19 décembre 2020, en entrant en jeu à la place de Lovro Majer lors d'une rencontre de championnat face au NK Varaždin. Son équipe s'impose jour-là sur le score de quatre buts à zéro.
Le 19 janvier 2021, Niko Janković est prêté au NK Slaven Belupo afin de gagner en temps de jeu.
Il devient champion de Bosnie-Herzégovine avec le Zrinjski Mostar lors de la saison 2021-22.
Après un an en prêt au Zrinjski Mostar, Janković retrouve la Croatie en janvier 2023, il est prêté par le Dinamo Zagreb au HNK Rijeka jusqu'à la fin de la saison. Le transfert est annoncé le 27 décembre 2022,.

### En sélection
Avec l'équipe de Croatie des moins de 19 ans, Niko Janković joue trois matchs entre 2019 et 2020.

### Palmarès
Zrinjski Mostar
- Championnat de Bosnie-Herzégovine (1) :
  - Champion : 2021-22.